# 列寧區 (塞瓦斯托波爾)

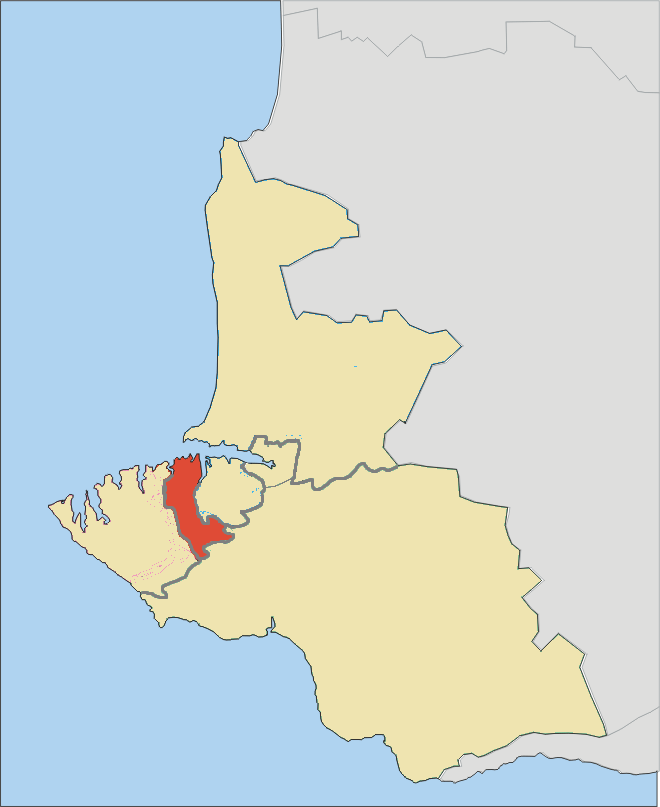

44°35′09″N 33°30′36″E / 44.5858°N 33.5100°E
列寧區（俄语：Ленинский район）是位於克里米亞半島西南岸的一個區，由塞瓦斯托波爾負責管轄，面積26平方公里，2011年人口109,990，人口密度每平方公里4,230.38人。
俄羅斯和烏克蘭均宣稱對此地擁有主權。